# Horné Zahorany
Horné Zahorany (1927–1948 slowakisch „Slovenské Zahorany“ – bis 1927 „Slovenské Záhorany“, älter nur „Zahorany“; ungarisch Tóthegymeg) ist eine Gemeinde in der südlichen Mittelslowakei mit 102 Einwohnern (Stand 31. Dezember 2024), die im Okres Rimavská Sobota, einem Kreis des Banskobystrický kraj, liegt und zur traditionellen Landschaft Gemer gehört.

## Geographie
Die Gemeinde befindet sich im Bergland Revúcka vrchovina innerhalb des Slowakischen Erzgebirges, im Quellbereich des Baches Veľký potok im Einzugsgebiet des Blh und somit der Rimava. Das Ortszentrum liegt auf einer Höhe von 472 m n.m. und ist 10 Kilometer von Rimavská Sobota entfernt.
Nachbargemeinden sind Kraskovo im Norden, Lukovištia im Nordosten und Osten, Rimavská Sobota (Stadtteil Vyšná Pokoradz) im Süden, Veľké Teriakovce im Südwesten und Nižný Skálnik im Westen.

## Geschichte
Horné Zahorany wurde zum ersten Mal 1323 als Hegmeg schriftlich erwähnt und war ursprünglich Besitz der Familie Balog, im 15. und 16. Jahrhundert wurde es Gut der Familie Derencsényi. 1566 plünderten osmanische Truppen den Ort, der sich damals zwischen Padarovce und Lukovištia befand. Die wiederkehrenden Siedler gründeten eine neue Siedlung an der heutigen Stelle. Der neu entstandene Ort war Gut verschiedener landadliger Familien. Im frühen 19. Jahrhundert zählte man 150 Einwohner, die als Landwirte, nach dem Ersten Weltkrieg vermehrt als Viehhalter beschäftigt waren.
Bis 1918/19 gehörte der im Komitat Gemer und Kleinhont liegende Ort zum Königreich Ungarn und kam danach zur Tschechoslowakei beziehungsweise heute Slowakei.

## Bevölkerung
| Jahr                | 1994 | 2004    | 2014    | 2024     |
| ------------------- | ---- | ------- | ------- | -------- |
| Anzahl der Personen | 144  | 143     | 129     | 102      |
| Unterschied         |      | −0,69 % | −9,79 % | −20,93 % |

| Jahr                | 2023 | 2024    |
| ------------------- | ---- | ------- |
| Anzahl der Personen | 99   | 102     |
| Unterschied         |      | +3,03 % |

Gemäß der Volkszählung 2011 wohnten in Horné Zahorany 137 Einwohner, davon 128 Slowaken und zwei Magyaren. Sieben Einwohner machten keine Angabe zur Ethnie.
56 Einwohner bekannten sich zur römisch-katholischen Kirche, 35 Einwohner zur Evangelischen Kirche A. B., vier Einwohner zur evangelisch-methodistischen Kirche und ein Einwohner zur griechisch-katholischen Kirche. 34 Einwohner waren konfessionslos und bei sieben Einwohnern wurde die Konfession nicht ermittelt.

## Baudenkmäler
- evangelische Kirche im klassizistischen Stil aus dem Jahr 1814[6]
- Glockenturm im klassizistischen Stil aus dem Jahr 1790

## Söhne und Töchter der Gemeinde
- Ľudovít Kubáni (1830–1869), slowakischer Dichter und Schriftsteller